# Julio César Dely Valdés
Julio César Dely Valdés (Colón, 12 de março de 1967) é um treinador e ex-futebolista e panamenho que atuava como atacante. Atualmente, dirige o Panamá.
É considerado o melhor jogador de futebol da história do Panamá. Ele é irmão gêmeo de Jorge Dely Valdés e irmão mais novo de Armando Dely Valdés, morto em 2004.

## Carreira

### Argentina
Conhecido pela precisão nas cabeçadas ao gol, Julio Dely Valdés  começou nas categorias de base do Atlético Colón, e algum tempo depois foi à Argentina fazer testes no Argentinos Juniors, mas não foi aprovado e foi contratado pelo inexpressivo Deportivo Paraguayo.
Mesmo atuando em uma agremiação sem expressão nenhuma no futebol argentino, despertou a atenção do Nacional, que o contratou após uma temporada no Paraguayo.

### O auge
Suas belas atuações com a camisa do Nacional levaram Dely a ser sondado por clubes europeus. A primeira equipe do atacante  no Velho Continente foi o Cagliari, onde conseguiu destaque ao marcar 26 gols em 73 jogos. Já no PSG, teve um desempenho um pouco mais satisfatório: em 84 partidas, marcou 29 gols.
Mas foi na Espanha que El Canalero alcançou o seu auge. Pelo Real Oviedo marcou 40 gols em 90 partidas, e no Málaga, foramdno uma dupla de ataque implacável com o uruguaio Darío Silva. Considerado um dos grandes ídolos da torcida do clube azul e branco, disputou 124 partidas e marcou 48 gols.

### O retorno
Depois do sucesso no Málaga, Dely retornou ao Nacional em 2003, aos 36 anos. Seu desempenho, desta vez foi tímido: marcou apenas 8 gols em 15 jogos.
Aos 37 anos, El Canalero voltou ao Panamá para jogar pelo Árabe Unido. Entretanto, o artilheiro estava fora de forma, não lembrando o jogador que conquistou os torcedores do Málaga, e sem ter disputado uma partida sequer pelo Expresso Azul, Dely anunciou o final de sua carreira no final de 2006.

## Carreira internacional
Dely é considerado o melhor jogador que o Panamá teve em sua história. A carreira internacional dele teve início em 1990, tendo participado de todas as Eliminatórias para a Copa do Mundo até 2005. Apesar de ter atuado durante tanto tempo com a camisa vermelha, El Canalero não conseguiu disputar uma Copa do Mundo, mas teve o consolo de disputar um torneio importante já no final de carreira: a Copa Ouro da CONCACAF 2005, já aos 38 anos, atuando ao lado do irmão Jorge.

## Fora das quatro linhas
Depois de ter parado de jogar, Julio ficou afastado da mídia durante um bom tempo até 2010, quando voltou ao Málaga para ser auxiliar-técnico. Com a troca de dono efetuada pelos malaguenhos, o ex-artilheiro panamenho foi removido da posição.
Em setembro, a Federação de Futebol do Panamá, após diversas reuniões, escolheu, por maioria de votos, que Julio Dely Valdés seria o novo treinador da equipe.

## Títulos
Nacional-URU:
- Campeonato Uruguaio: 1992

Paris Saint-Germain:
- Supercopa da França: 1995
- Taça dos Clubes Vencedores de Taças: 1995–96

Málaga:
- Taça Intertoto da UEFA: 2002